# Dede Gardner
Dorcas Wright (Dede) Gardner (Winnetka, 16 oktober 1967) is een Amerikaanse filmproducente. In 2017 werd ze de eerste vrouw die twee keer de Oscar voor beste film wist te winnen.

## Biografie
Dede Gardner werd in 1967 in Winnetka geboren als de dochter van Dorothy en John Robert Gardner. Haar vader is een investeringsbankier en haar moeder staat aan het hoofd van de Michael Reese Health Trust. Ze studeerde in 1990 af aan Columbia College, een afdeling van de Columbia-universiteit. Sinds 2010 is Gardner getrouwd met Jonathan Boris Berg.
Begin jaren 1990 werkte Gardner in New York voor het talentenbureau Innovative Artists van theaterproducent Scott Landis. In 1994 maakte ze de overstap naar de William Morris Agency (WMA), waar ze op de literaire afdeling in dienst werkte van uitgeefster Joni Evans.
In 1996 werd Gardner bij Paramount Pictures directeur van de afdeling creatieve zaken. Een jaar later werd ze gepromoveerd tot voorzitster van de afdeling en in 2001 schopte ze het tot vicevoorzitster van de productieafdeling. Bij de studio was ze betrokken bij de productie van films als Election (1999), Zoolander (2001) en How to Lose a Guy in 10 Days (2003).
In 2003 verliet ze de filmstudio en werd ze de voorzitster van het productiebedrijf Plan B Entertainment, dat enkele jaren eerder was opgericht door Brad Pitt, Jennifer Aniston en Brad Grey. Met het productiebedrijf creëerde ze films als The Assassination of Jesse James by the Coward Robert Ford (2007), Eat Pray Love (2010), The Tree of Life (2011), World War Z (2013), Selma (2014) en F1 (2025).
Op 2 maart 2014 won Gardner samen met onder meer Pitt en Steve McQueen de Oscar voor beste film. Gardner en haar collega's kregen de prijs voor het drama 12 Years a Slave (2013). Drie jaar later won ze de prijs opnieuw met Moonlight (2016). De overwinning zorgde voor veel commotie, omdat in eerste instantie de film La La Land (2016) door een misverstand als winnaar werd uitgeroepen. Gardner werd zo de eerste vrouw die twee keer de Oscar voor beste film wist te winnen.

## Prijzen en nominaties
| Film                    | Prijs                      | Categorie                      | Resultaat   |
| ----------------------- | -------------------------- | ------------------------------ | ----------- |
| The Tree of Life (2011) | Academy Award              | Beste film                     | Genomineerd |
| 12 Years a Slave (2013) | BAFTA                      | Beste film                     | Gewonnen    |
| 12 Years a Slave (2013) | Academy Award              | Beste film                     | Gewonnen    |
| 12 Years a Slave (2013) | Producers Guild of America | Beste film                     | Gewonnen    |
| The Normal Heart (2014) | Emmy Award                 | Beste tv-film                  | Gewonnen    |
| The Normal Heart (2014) | Producers Guild of America | Beste lange tv-productie       | Genomineerd |
| The Normal Heart (2014) | Producers Guild of America | Stanley Kramer Award           | Gewonnen    |
| Selma (2014)            | Academy Award              | Beste film                     | Genomineerd |
| Nightingale (2014)      | Emmy Award                 | Beste tv-film                  | Genomineerd |
| The Big Short (2015)    | BAFTA                      | Beste film                     | Genomineerd |
| The Big Short (2015)    | Academy Award              | Beste film                     | Genomineerd |
| The Big Short (2015)    | Producers Guild of America | Beste film                     | Gewonnen    |
| Moonlight (2016)        | BAFTA                      | Beste film                     | Genomineerd |
| Moonlight (2016)        | Academy Award              | Beste film                     | Gewonnen    |
| Moonlight (2016)        | Producers Guild of America | Beste film                     | Genomineerd |
| Feud (2017)             | Emmy Award                 | Beste miniserie                | Genomineerd |
| Feud (2017)             | BAFTA                      | Beste internationale productie | Genomineerd |
| Feud (2017)             | Producers Guild of America | Beste lange tv-productie       | Genomineerd |
| Vice (2018)             | BAFTA                      | Beste film                     | Genomineerd |
| Vice (2018)             | Academy Award              | Beste film                     | Genomineerd |
| Vice (2018)             | Producers Guild of America | Beste film                     | Genomineerd |